# Masters de Montecarlo 2024
El Rolex Monte-Carlo Masters 2024 fue un torneo de tenis masculino que se jugó en abril de 2024 sobre tierra batida. Fue la 117.ª edición del llamado Masters de Montecarlo, patrocinado por Rolex. Tuvo lugar en el Monte Carlo Country Club de Roquebrune-Cap-Martin (Francia), cerca de Montecarlo (Mónaco).

## Puntos y premios en efectivo

### Distribución del Torneo
| Evento       | G    | F   | SF  | CF  | R16 | R32 | R48 | C  | C2 | C1 |
| Individuales | 1000 | 650 | 400 | 200 | 100 | 50  | 10  | 30 | 16 | 0  |
| Dobles       | 1000 | 600 | 360 | 180 | 90  | 45  | 0   | —  | —  | —  |

### Premios en efectivo
| Evento       | G         | F         | SF        | CF        | Ronda de 16 | Ronda de 32 | Ronda de 48 | Q2       | Q1     |
| Individuales | 919 075 € | 501 880 € | 274 425 € | 149 685 € | 80 065 €    | 42 935 €    | 23 785 €    | 12 185 € | 6380 € |
| Dobles       | 281 960 € | 153 170 € | 84 140 €  | 46 420 €  | 25 510 €    | —           | —           | —        | —      |

## Cabezas de serie

### Individuales masculino
| N.º | Rank. | Tenista            | Puntos | Puntos por defender | Puntos ganados | Nuevos puntos | Ronda hasta la que avanzó en el torneo                |
| 1   | 1     | Novak Djokovic     | 9725   | 90                  | 400            | 10 035        | Semifinales, perdió ante Casper Ruud [8]              |
| 2   | 2     | Jannik Sinner      | 8710   | 360                 | 400            | 8750          | Semifinales, perdió ante Stefanos Tsitsipas [12]      |
| 3   | 3     | Carlos Alcaraz     | 8645   | 0                   | 0              | 8645          | Baja antes de la segunda ronda.                       |
| 4   | 4     | Daniil Medvédev    | 7165   | 180                 | 100            | 7085          | Tercera ronda, perdió ante Karen Khachanov [15]       |
| 5   | 5     | Alexander Zverev   | 5415   | 90                  | 100            | 5425          | Tercera ronda, perdió ante Stefanos Tsitsipas [12]    |
| 6   | 6     | Andrey Rublev      | 4890   | 1000                | 10             | 3900          | Segunda ronda, perdió ante Alexei Popyrin             |
| 7   | 7     | Holger Rune        | 3795   | 600                 | 200            | 3395          | Cuartos de final, perdió ante Jannik Sinner [2]       |
| 8   | 10    | Casper Ruud        | 3465   | 90                  | 650            | 4025          | Final, perdió ante Stefanos Tsitsipas [12]            |
| 9   | 9     | Grigor Dimitrov    | 3540   | 45                  | 100            | 3595          | Tercera ronda, perdió ante Holger Rune [7]            |
| 10  | 8     | Hubert Hurkacz     | 3665   | 90                  | 100            | 3675          | Tercera ronda, perdió ante Casper Ruud [8]            |
| 11  | 11    | Álex de Miñaur     | 3355   | 45                  | 200            | 3510          | Cuartos de final, perdió ante Novak Djokovic [1]      |
| 12  | 12    | Stefanos Tsitsipas | 3175   | 180                 | 1000           | 3995          | Campeón, venció a Casper Ruud [8]                     |
| 13  | 13    | Taylor Fritz       | 2765   | 360                 | 10             | 2415          | Primera ronda, perdió ante Lorenzo Musetti            |
| 14  | 15    | Ugo Humbert        | 2425   | 50                  | 200            | 2575          | Cuartos de final, perdió ante Casper Ruud [8]         |
| 15  | 17    | Karen Khachanov    | 2005   | 90                  | 200            | 2115          | Cuartos de final, perdió ante Stefanos Tsitsipas [12] |
| 16  | 18    | Aleksandr Búblik   | 1992   | 10                  | 10             | 1992          | Primera ronda, perdió ante Borna Ćorić                |

- Ranking del 1 de abril de 2024.[2]

#### Bajas
| Rank. | Tenista        | Puntos antes | Puntos por defender | Puntos ganados | Puntos después | Motivo                  |
| ----- | -------------- | ------------ | ------------------- | -------------- | -------------- | ----------------------- |
| 3     | Carlos Alcaraz | 8645         | 0                   | 0              | 8645           | Lesión en el antebrazo. |
| 16    | Tommy Paul     | 2350         | 0                   | 0              | 2350           | Lesión en el tobillo.   |

### Dobles masculino
| Tenista                            | Ranking | Preclasificado |
| Rohan Bopanna Matthew Ebden        | 3       | 1              |
| Ivan Dodig Austin Krajicek         | 7       | 2              |
| Marcel Granollers Horacio Zeballos | 11      | 3              |
| Rajeev Ram Joe Salisbury           | 17      | 4              |
| Santiago González Neal Skupski     | 22      | 5              |
| Kevin Krawietz Tim Puetz           | 26      | 6              |
| Wesley Koolhof Nikola Mektić       | 30      | 7              |
| Máximo González Andrés Molteni     | 30      | 8              |

## Campeones

### Individual masculino
Stefanos Tsitsipas venció a  Casper Ruud por 6-1, 6-4

### Dobles masculino
Sander Gillé /  Joran Vliegen vencieron a  Marcelo Melo /  Alexander Zverev por 5-7, 6-3, [10-5]